# Salmonel·la
La salmonel·la (Salmonella) és un bacteri gramnegatiu amb forma de bacil i amb flagels perítrics que l'envolten, per la qual cosa es tracta d'un bacteri mòbil. No té càpsula i tampoc fa espores. Es troba principalment en l'intestí d'animals homeoterms, incloent-hi els humans. Aquest bacteri té un metabolisme anaerobi facultatiu i produeix sulfur d'hidrogen. A més és capaç de fermentar glucosa. A diferència de molts organismes de la seva família d'enterobacteris, no té l'habilitat de fermentar lactosa.
La salmonel·la és un dels bacteris amb major impacte per la salut pública i alimentària. És un agent zoonòtic de distribució universal. S'estima que causa milions d'infeccions anuals arreu del món, afectant especialment en regions amb pràctiques sanitàries deficients. Es transmet per contacte directe o contaminació causada durant la manipulació i el processament d'aliments tant en l'àmbit domèstic com industrial.

## Història
El gènere pren el nom del patòleg veterinari estatunidenc Daniel Elmer Salmon (1850-1914). L’any 1885, juntament amb el seu company Theobald Smith (1859-1934), van descriure Salmonella aïllant el bacteri de porcs infectats amb colera o febre porcina, a Investigations on Swine Plague, publicat al Second Annual Report of Bureau of Animal Industry. No obstant això, la febre porcina no és causada per Salmonella sinó per un virus.
La relació entre aquests dos científics va arribar a ser tensa, ja que Salmon es va atribuir l’elaboració de diversos informes i treballs fets conjuntament amb Smith, incloent-hi el descobriment de Salmonella.
Uns anys més tard, el bacteriòleg francès Joseph Léon Marcel Ligniéres (1868-1933) va posar nom a aquest grup de bacteris en honor al doctor Salmon.
El primer registre que es troba sobre infeccions per Salmonella ens remunta al segle XVI a Mèxic. L'arribada dels europeus a Amèrica el 1492, va ser la font de contagi de moltes malalties infeccioses que van afectar tant als europeus com als nadius americans. Recentment, s'ha comprovat, gràcies a noves tècniques com MALT (Megan Alignment Tool), que Salmonella enterica subsp. enterica serotip Typhimurium va ser la causant de l'epidèmia coneguda com a cocoliztli, una febre tifoidea que va tenir una alta mortalitat. A diferència dels europeus, que havien patit la malaltia durant l'Edat Mitjana, els habitants de Mèxic no havien estat exposats a aquest bacteri abans i, per tant, van ser molt vulnerables. La seva infecció, doncs, va tenir una alta mortalitat i va participar en el col·lapse demogràfic de la població indígena.
La seva descoberta representa un dels primers exemples de l'ús sistemàtic de la bacteriologia en la investigació de malalties animals i el seu vincle amb la salut humana.

## Taxonomia
El gènere Salmonella pertany a la família dels Enterobacteriaceae, dins de l'ordre dels  Enterobacterales, que pertanyen a la classe de les  Gammaproteobacteria. Aquesta classe es troba dins del fílum  Pseudomonadota que pertany al regne dels bacteris.
La seva classificació taxonòmica és complexa i amb criteris difícils d'establir. Totes les soques estan agrupades en dues úniques espècies: Salmonella enterica i Salmonella bongori. Aquesta segona no és considerada patogènica pels humans. L'espècie S. enterica té 6 subespècies (escrites amb la numeració romana):
- I enterica
- II salamae
- IIIa arizonae
- IIIb diarizonae
- IV houtenae
- VI indica

La numerologia romana incloïa Salmonella enterica subsp. bongori com a subespècie V. Actualment ja s'ha reconegut S. bongori com a espècie diferent i, per tant, no forma part de la llista de subespècies de S. enterica.
Majoritàriament, la subespècie I enterica afecta animals de sang calenta com podrien ser els mamífers. La resta de subespècies afecten els animals de sang freda com, per exemple, els rèptils.

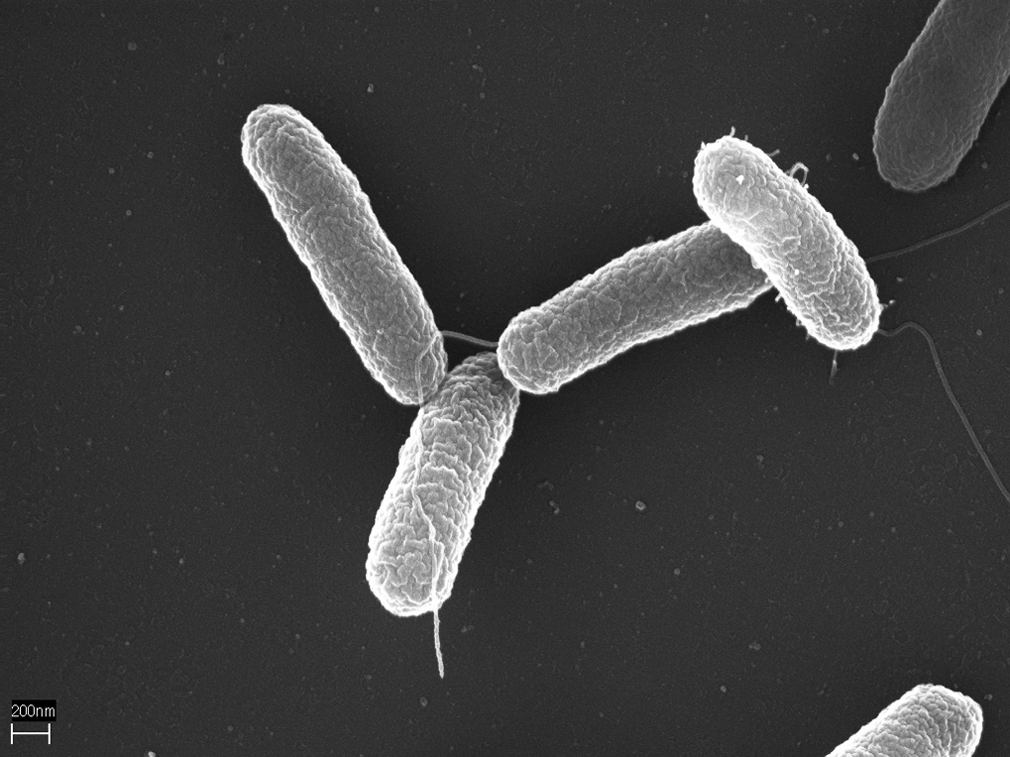
Salmonella typhimurium en microscopia electrònica

Cada una d'aquestes subespècies conté diversos serotipus. Sabem que existeixen més de 2500 serotipus, associats a molts tipus d'ambients i sovint a malalties. Un d'ells és S. enterica subsp. enterica (o subgrup I), que es divideix en cinc serogrups diferents (A, B, C, D i E). Cada serogrup comprèn múltiples components, anomenats serovarietats (serotipus). Per simplificar, en microbiologia les espècies del gènere Salmonella solen anomenar-se pel seu gènere i serotipus (serovarietats) corresponent, en comptes de la designació sencera que és més correcta. Per exemple, es diu Salmonella Typhimurium (o Salmonella Typhi) en comptes de la Salmonella enterica subespècie enterica serotipus Typhimurium.
També podem fer agrupacions segons criteris epidemiològics:
- Hi ha salmonel·les adaptades a viure en els humans, entre elles S. Typhi i S. Paratyphi A, B i C
- Altres estan adaptades a viure a l'interior d'hostes no humans i poden produir infeccions humanes circumstancialment (zoonosi). Entre elles trobem S. dublin i S. cholerae-suis
- En l’últim grup trobem aquelles salmonel·les que no presenten una adaptació específica d’hostes. Inclou unes 1800 serovarietats d’ampla distribució en la naturalesa. Aquestes són les que causen la majoria de les salmonel·losis.

## Microbiologia
En l'àmbit microbiològic, és difícil determinar i localitzar en els aliments si hi ha presència de salmonel·la en una mostra. Això es deu al fet que el nombre de cèl·lules és reduït i que la detecció és complicada després dels tractaments realitzats en l’aliment. A més, no hi ha suficients medis de cultiu adequats i es triga de 4 a 5 dies en obtenir el resultat. Aquestes limitacions ressalten la importància de la prevenció com a principal estratègia de control. De totes maneres, això no implica que la salmonel·la no hi sigui present, ja que és un dels principals agents causals d’infecció alimentària.
Una característica molt important de Salmonella és la seva capacitat de viure dins l’hoste evadint la resposta immunitària humoral. El bacteri té diverses característiques que li permeten créixer dins de l’hoste: és un bacteri gramnegatiu, anaerobi facultatiu, no esporulat i amb flagels perítrics que li atorguen mobilitat dins del seu hàbitat. El seu metabolisme és oxidatiu i fermentatiu (però no de lactosa).
Les condicions de creixement òptimes del microorganisme són a 37 °C (rang 2-54 °C), amb un pH d'entre 6,5-7,5 (rang 4-9,5) i amb una activitat de l'aigua (Aw) de 0,93, tot i que també poden arribar a créixer a una activitat d'aigua propera a 0,18 en aliments secs.
En microbiologia clínica Salmonella es classifica segons la seva serologia (classificació Kauffman-White) (subcomitè Salmonella, 1900). La divisió principal està formada per l'antigen O somàtic i per antígens H flagel·lars. Els antígens H es divideixen en fase 1 i fase 2. Poques vegades tenen l'antigen capsular Vi.
- Antígens O (antigen somàtic): estan localitzats a la paret bacteriana, sent la part externa del lipopolisacàrid (LPS).[13]
- Antígens H (antigen flagel·lar): és la part filamentosa del flagel bacterià[15] i ens permet determinar la font d'infecció i el mode de propagació.[13] Aquests antígens tenen dues fases (la 1 i la 2), donant la capacitat al bacteri Salmonella de canviar la seva morfologia depenent de l'ambient que l'envolta.[15]
- Antigen Vi (antigen capsular): es troba sobre l'antigen O[13] en alguns serovars com S.typhi, S.paratyphi i S.dubli, fent impossible l'aglutinació del sèrum anti O.[15]

La fagotipificació de les soques de Salmonella es realitza amb els bacteriòfags proporcionats per l' Agència de la Protecció de la Salut britànica (HPA).

## Identificació
La identificació de la salmonel·la està controlada per les normes de l'ISO (International Standarization Organization). El diagnòstic microbiològic es basa a realitzar medis de cultius i una posterior caracterització de les colònies amb proves bioquímiques i serològiques a partir de femta i sang.
Es segueixen els següents passos:
En primer lloc, és imprescindible fer un pre-enriquiment en medi de cultiu no selectiu, com l'aigua peptonada, per tal d'adaptar metabòlicament les cèl·lules. La incubació serà a 37 °C durant 18-24h.
En segon lloc, es fa un enriquiment en medi selectiu, és a dir, es vol aconseguir un creixement només de les cèl·lules de Salmonella, eliminant totes les altres cèl·lules que hi puguin haver a la mostra. Aquest enriquiment es pot fer en diversos brous:
- Brou tetrationat:[17] creixement de Salmonella, ja que aquest bacteri té l'enzim tetrationat.[18]
- Brou selenit:[13] creixement a partir dels nutrients que aporta la peptona i la lactosa. Per altra banda, hi ha inhibició de creixement dels grampositius per el selenit de sodi.[19]
- Brou RV:[17] creixement de Salmonella per la presència de clorur magnesi.[20]

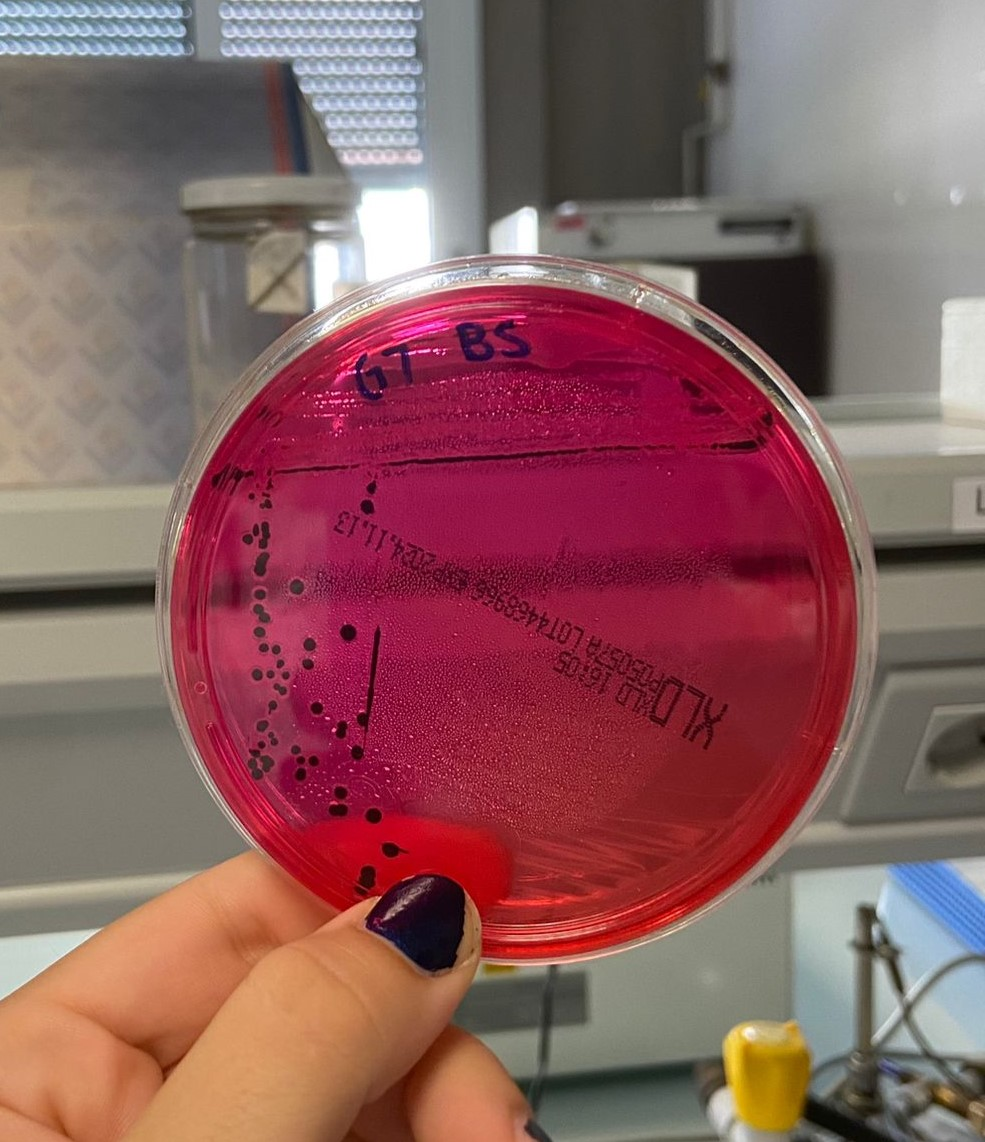
Creixement de Salmonel·la en XLD

Seguidament, un com s'ha enriquit, es subcultiven les cèl·lules crescudes en medi selectiu per tal d'aïllar i diferenciar les colònies. Els cultius útils són:
- Agar enteric Hektoen (HE): el creixement comporta còlonies blaves o verdes. En algunes es pot presenciar un cercle negre al centre degut a la producció de sulfur d'hidrogen.
- Agar xilosa lisina desoxicolat (XLD): el creixement comporta colònies vermelloses, ja que el bacteri consumeix xilosa i lisina, alcalinitzant el medi, és a dir, augmentant el pH. El medi també té la capacitat de detectar la producció d'àcid sulfhídric i veurem les colònies amb el centre negre a causa de la precipitació d'aquest compost.[22]
- Agar Mc Conkey: el creixement comporta colònies blanques i incolores.

Aquests cultius s'incubaran a 37 °C i s'observa a les 24 i 48h.

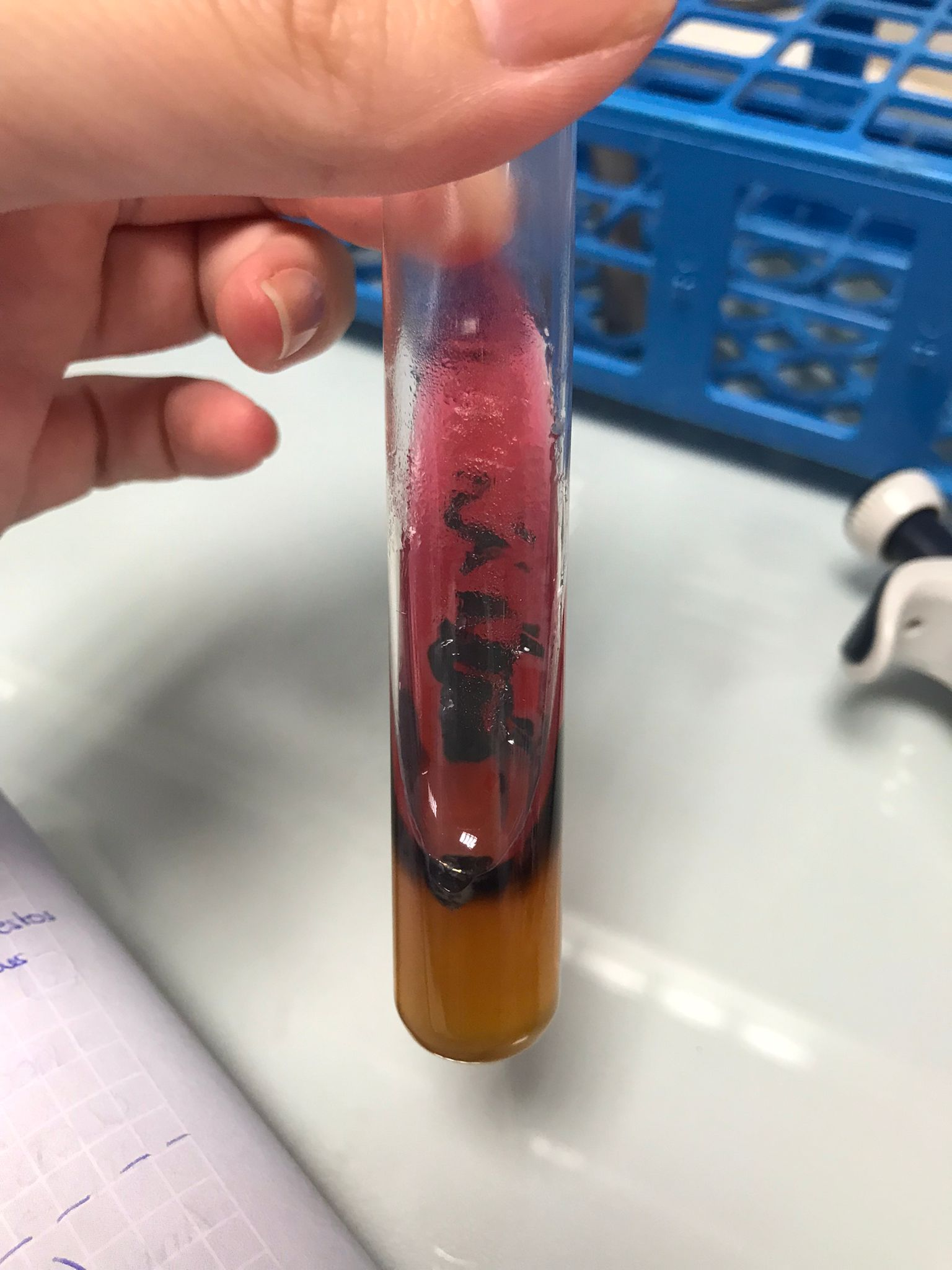
Resultat esperat en un cultiu de Salmonella en agar KIA (el mateix que en TSI)

Aleshores es determinen les reaccions bioquímiques de les colònies sospitoses en agar ferro triple sucre (TSI) i agar ferro lisina (LIA), on es pot diferenciar segons si fermenta o no la glucosa, sacarosa i lactosa, a més de produïr o no àcid sulfhídric. Aquests medis s'incubaran a 37 °C durant 24h.  En el cas de TSI, s'interpreta un resultat positiu a l'observar groc al fons (la fermentació anaeròbica de glucosa provoca un canvi en el pH gràcies a l'indicador vermell fenol), vermell a la superficie (no hi ha fermentació de lactosa, ja que té oxigen a l'abast) i ennegriment (producció d'àcid sulfhídric). També hi ha proves complementàries que estan simplificades per tal d’analitzar 10-20 paràmetres amb una durada curta.
Finalment, la identificació bioquímica es pot confirmar mitjançant una anàlisi serològica, utilitzant antiserums polivalents i específics, com el antiserum tipus AE.
Actualment, també s'utilitza la seqüenciació del genoma complet (WGS), una eina avançada que complementa i millora els mètodes tradicionals per a la identificació de Salmonella. Aquesta tècnica ofereix informació genòmica detallada, útil per identificar serotips, gens de resistència i fonts comunes en brots d’infeccions.
- Seqüenciació per Illumina: genera lectures curtes i precisa per reconstruir el genoma.[25]
- Anàlisi de SNPs (Single Nucleotide Polymorphism): Compara variants d’un nucleòtid per establir relacions filogenètiques.[26]
- wgMLST (Whole Genome Multilocus Sequence Typing): permet la tipificació basada en gens del "core" i gens accessoris.[27]
- Eines bioinformàtiques.

El WGS és clau en la salut pública gràcies a la seva alta resolució i la capacitat de detectar brots amb major precisió, millorant la traçabilitat en la cadena alimentària i identificant gens de resistència.

## Patogènia
La infecció de salmonel·la en humans provoca la malaltia de la salmonel·losi. Aquesta, és una malaltia zoonòtica, la segona més comuna a la Unió Europea després de la campilobacteriosi (causada pel gènere Campylobacter) i una de les causes més comunes de brots de malalties d’origen alimentari.

### Distribució
La salmonel·la es troba habitualment a l’intestí d’aus i mamífers sans com vaques, porcs, gallines o rosegadors, tot i que pot sobreviure llargs períodes fora del seu hàbitat natural. És per això que pot contaminar aliments i sobreviure fora del tracte intestinal. La carn, ous, marisc vegetals, fruites, etc. són alguns dels aliments que poden ser contaminats per Salmonella. El més freqüent són els ous, ja que pateixen el risc de contaminar-se a través de la gallina (conté Salmonella en els òrgans interns), podent travessar la closca i trobar-se dins l'ou. Per altra banda, una mala refrigeració i conservació dels ous crus comporta un creixement del bacteri. Cal mantenir els aliments frescs en temperatures menors a sis graus.

### Simptomatologia
La gravetat de la infecció provocada per Salmonella depèn del serotip, de la quantitat de bacteri ingerit, de la composició de l'aliment i del sistema immunitari de l'hoste. Segons el serotip de Salmonella que causi la infecció, trobem dues possibles patologies: gastroenteritis o febres tifó-paratífiques.
La gastroenteritis és la més freqüent, es dona de manera estacional i és predominant a l'estiu. Algunes persones no presenten símptomes, però la majoria solen presentar diarrea, febre i dolors abdominals (còlics estomacals) al cap d'unes 8 a 72 hores des de l'exposició. Altres símptomes que es poden patir són nàusees, vòmits, calfreds, mal de cap i sang a les femtes. La diarrea pot durar fins a 10 dies, però és possible que passin diversos mesos abans que els intestins puguin generar femtes habituals i lliures del bacteri. La diarrea pot arribar a causar deshidratació greu. En aquest cas el pacient requereix atenció mèdica immediata.
Generalment, les persones sanes es recuperen al cap de pocs dies sense necessitat d’un tractament específic. En canvi, les persones immunològicament deprimides pateixen una recuperació més complicada, requerint en moltes ocasions d'atenció mèdica.
Entre un 10 i 30% dels adults desenvolupen artritis reactiva algunes setmanes o mesos després de tenir diarrea, presentant dolor i inflamació als malucs, genolls i al tendó d’Aquil·les habitualment. Si es desenvolupa bacterièmia i es propaga la infecció per altres zones del cos a través de la sang, el pacient pot presentar altres símptomes com serien dolor i sensibilitat en la zona afectada.
La febre tifó-paratífica és la conseqüència d'una infecció generalitzada de S. Typhi i S. Paratyphi A, B i C. Sol ser greu i prolongada, causant habitualment febre contínua, anorèxia, cefalàlgia, malestar general i, a vegades, obnubilació, llengua saburral, bradicàrdia relativa, esplenomegàlia, exantema al tronc, tos no productiva i constipació.
Encara que actualment aquestes febres són poc comunes en els països desenvolupats, en comptades ocasions es poden produir brots, especialment en contextos de crisi socioeconòmica. Cal controlar els llocs com les guarderies, escoles, restaurants i residències.

### Transmissió i factors de risc
La transmissió de Salmonella es dona principalment per via fecal-oral. D’una banda, es pot transmetre per aliments contaminats on, des del tracte intestinal (l'hàbitat comú de la salmonel·la) el bacteri surt adherit a les femtes dels animals infectats o d’una persona infectada. Des d’allà pot arribar a contaminar aliments per adhesió de partícules a la superfície d’aquests. De la mateixa manera, es pot donar la transmissió pel consum d’aigua contaminada per restes fecals. D'altra banda, es pot contraure una infecció per contacte amb animals o persones infectades, a causa d'una mala higiene.
Hi ha diversos factors directament atribuïts a la infecció per Salmonella en humans:
1. Consum d’aliments contaminats o indegudament tractats, com llet sense pasteuritzar o carn crua.
2. Consum d'aigua contaminada.
3. Contacte amb animals portadors o infectats, inclosos animals de companyia com gats, gossos, així com amfibis i rèptils.
4. Individus immunodeprimits, que tenen una major probabilitat de contraure una infecció per Salmonella.
5. Exposició a ambients contaminats, com estables d’animals portadors o lavabos utilitzats per persones infectades.
6. Pràctiques d’higiene inadequades, que augmenten la possibilitat d’ingerir restes fecals d’una persona infectada.

Entre les possibles vies de contaminació en animals, també s'inclou la transmissió vertical de pares a fills, únicament es dona en serovars específics.
Tots aquests perills es veuen augmentats en la població de risc, ja que són més susceptibles a patir símptomes greus si la infecció es propaga de l'intestí a altres parts de l'organisme. Aquesta població són: els lactants, els infants menors de cinc anys, dones embarassades, gent d'alta edat i els pacients immunodeprimits. Un factor de risc addicional és l'ús inadequat d'antibiòtics en la producció ramadera, que afavoreix l’aparició de soques resistents.

### Infecció

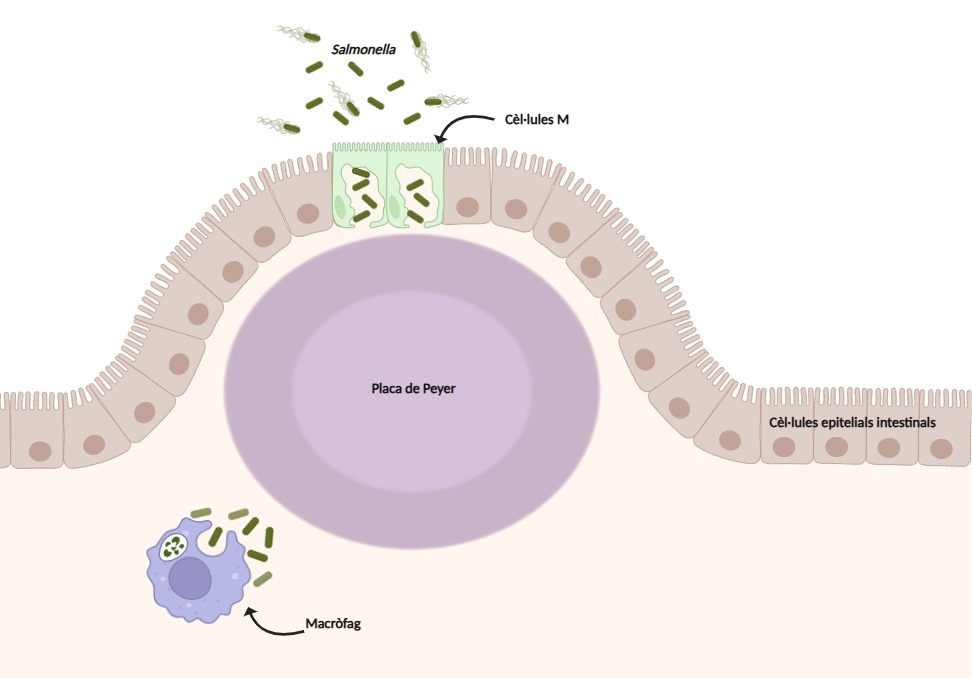
Cicle d'infecció de Salmonella esquematitzada. Inspirada en esquemes de la web citada

L'entrada de Salmonella al sistema, es produeix a causa de la ingesta d'aliments contaminats, o alternativament, a través del contacte amb animals infectats. Les seves característiques li permeten sobreviure a l'acidesa i a l'anaerobiosi del tracte gastrointestinal, unes condicions hostils per a molts patògens, però que les seves adaptacions li permeten resistir per continuar migrant cap a l'intestí prim.
En arribar a l'intestí prim, el bacteri buscarà adherir-se a les cèl·lules de l'epiteli intestinal, concretament a les cèl·lules M. Aquestes, també anomenades cèl·lules de microplec, es troben principalment a les plaques de Peyer, àrees especialitzades del teixit limfoide associat a les mucoses (MALT) de l'intestí. Les cèl·lules M desenvolupen un paper essencial en la defensa immunitària, les seves funcions principals inclouen la captació i transport de patògens i antígens fins als teixits limfoides subjacents, on es produeix el reconeixement. Això alhora és utilitzat com una via d'entrada, una estratègia que facilita la colonització i disseminació de patògens com Salmonella.
Per envair les cèl·lules epitelials intestinals, Salmonella utilitza el sistema de secreció tipus III (T3SS), que està relacionat amb la virulència. El mecanisme possibilita la injecció de proteïnes efectores bacterianes directament al citoplasma de les cèl·lules epitelials no fagocítiques de l'intestí. Aquestes partícules efectores interfereixen amb les vies de transducció de senyals de l'hoste, donant lloc a una reorganització del citoesquelet i facilitant la internalització del bacteri i la colonització de la superfície intestinal.
Un cop dins, el bacteri es trobarà en un entorn intracel·lular òptim per multiplicar-se. Salmonella, com qualsevol altre patogen intracel·lular, a mesura que la infecció progressa, promourà l'eliminació d'alguns bacteris de l'interior cel·lular. En concret, utilitza una estratègia anomenada agrefagia, aquesta es tracta d'una autofàgia selectiva, amb la qual elimina estructures o agregats proteics inservibles per la cèl·lula, això ho farà en forma de membranes. Alhora també eliminarà els bacteris de salmonel·la propers a aquests compartiments, assegurant la supervivència de la cèl·lula hoste, que permet així una disseminació més efectiva dins l'organisme i una infecció prolongada en el temps.

### Mecanismes d'evasió

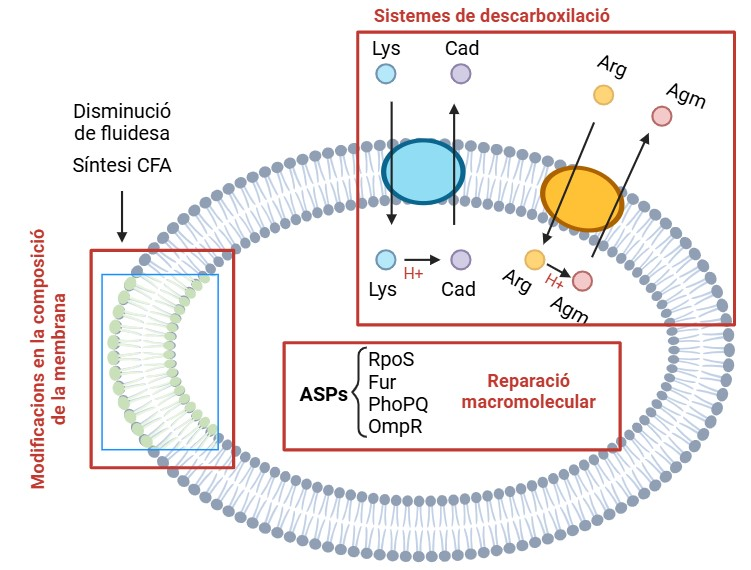
Esquema dels mecanismes de tolerància a l'àcid gàstric del tracte intestinal presentats per Salmonella spp.

Salmonella és capaç de resistir els àcids gàstrics presents a l'estómac regulant el seu pH intracel·lular amb els enzims lisina i arginina descarboxilases, reparant el dany produït mitjançant les proteïnes de xoc àcid (APS) i impedint la difusió dels productes àcids al citoplasma modificant la seva membrana. A més, també resisteix a la bilis amb l'activació de la bomba AcrAB, que expulsa els productes biliars del citoplasma.
Un cop la salmonel·la es troba dins de l’hoste, es pot quedar en el citoplasma de les seves cèl·lules o bé poden optar per sobreviure dins d'un vacúol intracel·lular anomenat SVC, que seria el més comú. Aquests bacteris contenen diversos sistemes d'evasió del sistema immune de l'hoste:
- Tenen múltiples dianes cel·lulars: neutròfils, macròfags, cèl·lules T, cèl·lules B, cèl·lules dendrítiques… En pocs casos infecten les cèl·lules epitelials.
- Transferència horitzontal: adquisició lateral de gens.
- Sistema de dos components: el bacteri detecta els canvis i els senyals produïts en l'ambient i, com a conseqüència, fa una regulació de l’expressió del gens pertinents.
- Expressió de gens de virulència.[9] Per exemple, l'expressió de proteïnes codificades a l'illa de patogenicitat 2 (SPI2), com podria ser SpiC, que inhibeix la fusió del fagosoma amb el lisosoma.[48]
- Formant els ja mencionats SVC (Salmonella containing-vacuole). La proteïna SpiA és necessària pel manteniment d'aquest vacúol i disminueix el tràfic vesicular evitant el reclutament de cinesines[48]

A nivell extracel·lular, és capaç d'impedir la interacció entre els TLR4/TLR5 amb els seus PAMPs, reduint la fagocitosi interferint amb la interacció amb CR3 o inclús reduint la producció de la interleucina IL-8 unint la seva càpsula Vi amb la prohibitina.

### Tractament

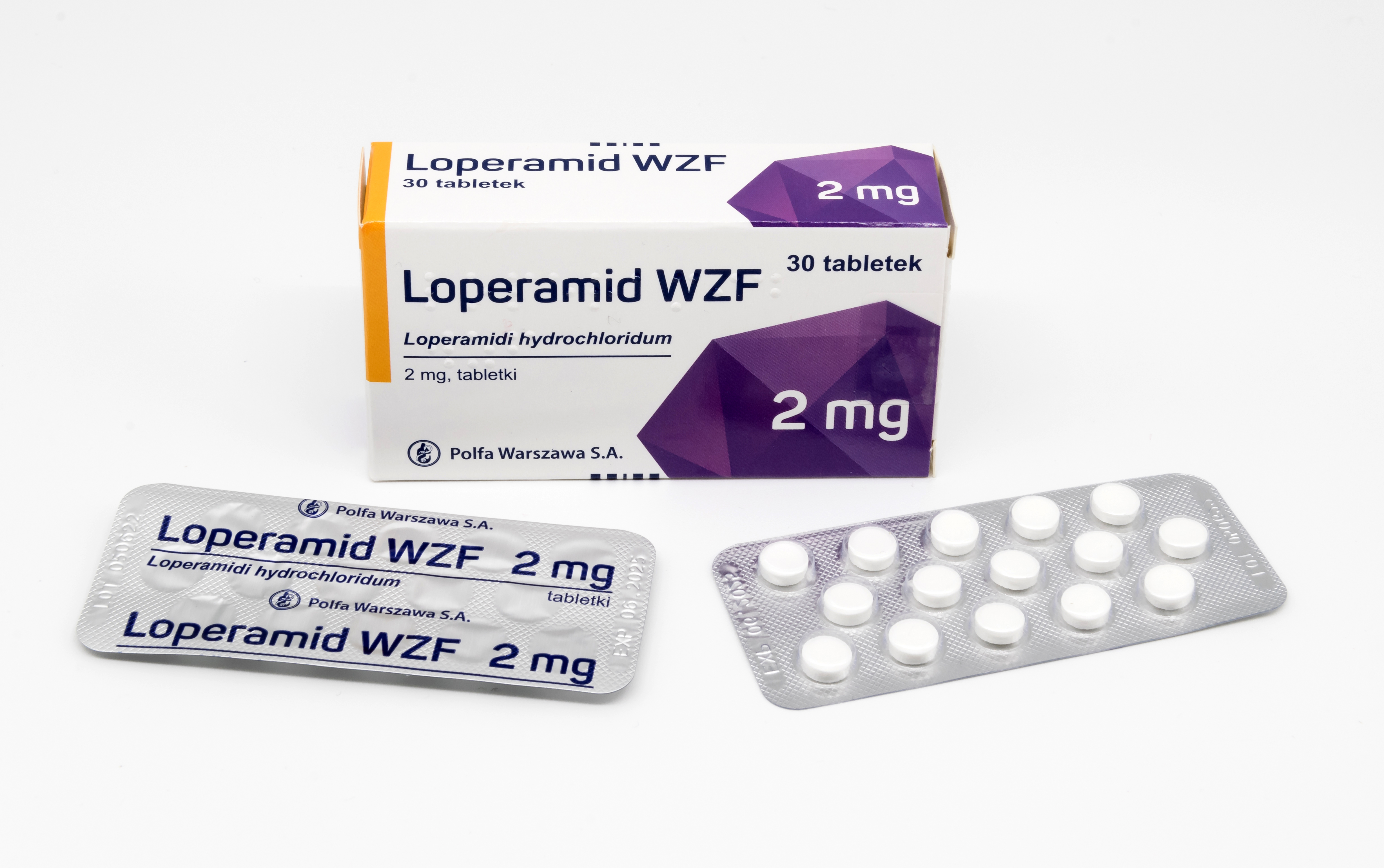
Antidiarreic més comú en casos de Salmonella

Estructura molecular de l'antibiòtic azitromicina

Generalement, les persones infectades per Salmonella es recuperen sense necessitat de prendre antibiòtics. La mesura més comuna contra una infecció és tractar-ne els símptomes. La salmonel·losi pot portar a la deshidratació deguda a la pèrdua de líquids, i tot i que moltes persones es poden recuperar amb el pas dels dies, el millor tractament és la ingesta d’aigua o electròlits per tal de recuperar la pèrdua de líquids del cos. Per altra banda, hi ha l'opció de prendre antidiarreics. El més comú en casos de salmonel·la  és la loperamida que ajuda a alleujar els còlics associats a la diarrea, tot i que el seu consum pot portar a la prolongació d'aquesta diarrea associada a la infecció per Salmonella. Tot i estar contraindicat en general, en casos de gastroenteritis en pacients de risc es podria donar un tractament amb antibiòtics: ciprofloxacina, azitromicina o ceftriaxona durant diversos dies. Als nens, en canvi, se'ls sol administrar trimetoprima-sulfametoxazol.
La conseqüència més greu de la salmonel·losi seria una bacterièmia, és a dir, la disseminació del bacteri a la sang. Els individus més susceptibles a aquesta complicació són els pacients immunodeprimits o amb malalties cròniques. Davant d'aquesta complicació el més indicat seria un tractament amb antibiòtics. Els més comunament subministrats són els mateixos que s'utilitzarien en cas de gastroenteritis en condicions extraoridinàries (ciprofloxacina, azitromicina o ceftriaxona), però el tractament s'allargaria fins a diverses setmanes.

## Resistència als antibiòtics
Si bé és cert que es va observar una disminució de la resistència a tetraciclines i ampicil·lina entre els anys 2016 i 2020 en soques infectant en humans, a partir del 2020 s'ha observat un augment alarmant en l'aïllament de Salmonella enterica multiresistent a antibiòtics incloent β-lactàmics i fluoroquinolones (principals famílies utilitzades per a tractar infeccions per aquest bacteri).

### Mecanismes de resistència
Salmonella, com tots els microorganismes resistents als antibiòtics, adquireix aquesta resistència a força d'impedir l'acció dels antimicrobians. Això, es dóna ja sigui canviant la diana d'aquests o bé impedint que arribin a interaccionar amb la molècula atacada.
Els mecanismes de resistència que presenta la salmonel·la enfront dels antibiòtics que l'ataquen (β-lactàmics i fluoroquinolones) són:
- Mutacions en topoisomerases: Les topoisomerases són la diana de les quinolones, de manera que una mutació en els gens gyrA i parC, provoca que les topoisomerases canviïn la seva conformació reduint la seva afinitat amb l'antibiòtic.
- Proteïna Qnr: actua protegint les topoisomerases evitant s'hi uneixin les quinolones.
- Reducció de la permeabilitat: s'observa una modificació de les porines que altera la permeabilitat i limita l'entrada d'antibiòtics a dins la cèl·lula.
- Bombes d'expulsió activa: la sobreexpressió de les bombes i la seva activació fa expulsar l'antibiòtic activament fora de la cèl·lula.
- Expressió de β-lactamases: enzim produït per a defensar-se dels β-lactàmics, degradant-los abans que puguin actuar.

Tot i això, la resistència simultània tant als β-lactàmics com a les quinolones, és molt poc freqüent.

### Control i mesures contra les resistències als antibiòtics
Vist l’alarmant augment de soques resistents als antibiòtics a nivell mundial, s’ha establert la necessitat  d’establir accions i regulacions globals al respecte liderades per organismes internacionals com l'OMS. Aquestes es basen principalment en la reducció de l’administració d’antibiòtics tant en persones com en la indústria de cria d’animals.
Actualment, hi ha diversos projectes en marxa que treballen per a contrarestar l’augment de resistències als antimicrobians. Alguns exemples en són l'Antimicrobial Resistance Multi-Partner Trust Fund (FFM-RAM), la Global Antibiotic Research & Development Partnership (GARDP), etc. Aquests, contribueixen fonamentalment a cobrir l’important dèficit de financiament que pateix aquesta problemàtica.

## Mesures de control i prevenció

### A nivell d’indústria alimentària
Són els operadors de les indústries alimentàries els responsables de vetllar per a que els productes alimentaris posats al mercat compleixin els estàndards d’higiene i seguretat alimentària, implementant sistemes d’autocontrol. Això és degut al fet que cal complir amb la legislació imposada per la Unió Europea, que estableix els límits microbiològics específics per a cada bacteri. Així s’assegura que les pràctiques d’higiene han estat adequades durant el processament de l'aliment i que la seva ingesta no suposa cap mena de risc per als consumidors.

### A nivell d’autoritats
D’altra banda, les autoritats competents són les que han de realitzar controls oficials per a comprovar que les empreses alimentàries compleixen els estàndards de seguretat i higiene i que els seus productes es mantenen per sota del límit microbiològic establert per la legislació. Aquests controls es realitzen amb regularitat a tots els establiments alimentaris relacionats amb qualsevol fase de producció d’un aliment (des de la producció de matèries primeres fins a l’empaquetatge i distribució) en forma d’inspeccions, presa de mostres, etc.

### Legislació a Espanya
Pel que fa al control de la salmonel·la específicament, hi ha un abastiu control a diversos nivells i en diversos àmbits per tal de prevenir contaminacions d’aquest bacteri i que cal que totes les empreses alimentàries compleixin.
Per començar, cal complir amb els requisits per a l'ús d'antimicrobians i vacunes en programes de control d'aus de corral (Reglament (CE) núm. 1177/2006) i les restriccions a la importació d'aus de corral vives i ous (Reglament (CE) núm. 2008/798/CE). Després, hi ha tot un seguit de regulacions específiques per processos en què es treballa amb espècies concretes d’animals. El control en galls utilitzats per la cria de descendència (Regulation (EC) No 200/2010), el control en gallines ponedores d’ous (higiene en els corrals de cria, control per a la producció de descendència de gallines ponedores, control de qualitat d’ous destinats a comercialització), el control en processos de producció de broilers (higiene als corrals, producció segura de descendència de ramats de broilers), galls d’indi (condicions per a la producció de descendència), porcs de cria i porcs d’engreix (per a la producció de carn).

### A nivell individual
Les mesures de prevenció que es poden aplicar en l’àmbit domèstic en relació amb Salmonella són similars a les adoptades contra qualsevol altra malaltia bacteriana de transmissió alimentària.
En primer lloc, una bona higiene a la cuina és imprescindible. És important el rentat de les mans després de manipular objectes bruts com bolquers, residus o animals. S'han de rentar també els estris de cuina després de manipular aliments crus o sense netejar com carn, ous o hortalisses i emmagatzemar a la nevera de manera aïllada els productes crus dels ja cuits, entre altres mesures.
Coure els aliments abans de consumir-los, a 72 °C durant 2 minuts com a mínim, és una bona manera de desfer-se d’una possible contaminació per Salmonella. En el cas dels aliments envasats, cal consultar l’etiquetatge, on s’indica si és segur consumir l’aliment sense coure o si es recomana no fer-ho.
A més, en el cas dels ous, no s’han de rentar mai, ja que això facilita la transmissió de l’exterior de la closca (on hi ha el major risc de presència de Salmonella) cap a l’interior de l'ou que serà consumit.

## Epidemiologia

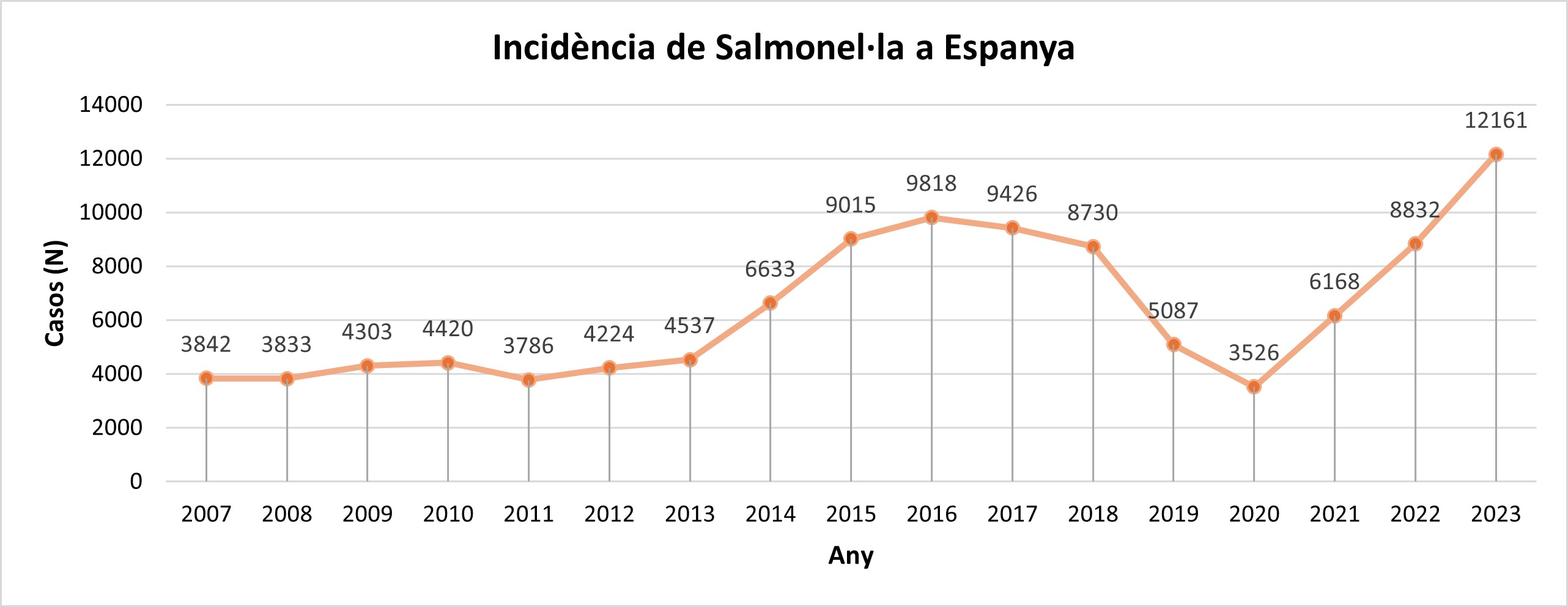
Incidència de Salmonel·la a Espanya entre els anys 2007 i 2023. Nota. Elaboració pròpia.

La salmonel·losi és la segona infecció gastrointestinal d’origen alimentari més habitual en humans. Les dades de 2023 publicades, mostren un total de 77.487 casos confirmats només a la UE, dels quals 12.161 van succeir a Espanya. Aquestes dades es tradueixen en una incidència de 18,21 casos per cada 100.000 habitants a escala europea, i de 31,61 per cada 100.000 habitants a Espanya.
Encara que qualsevol persona pot contreure salmonel·losi, la gravetat de la malaltia depèn de diveros factors. Hi ha grups poblacionals amb major risc de desenvolupar formes greus de la malaltia, com són els nadons, els infants menors de cinc anys, les dones embarassades, les persones grans i les persones amb un sistema immunitari debilitat o que prenen medicaments que redueixen l'acidesa estomacal.
Aquest bacteri té un gran impacte en la nostra salut pública. Un 41% dels casos requereixen hospitalització, comportant un elevat cost socioeconòmic. Segons els informes publicats per l’autoritat Europea de Seguretat Alimentària (EFSA), s’estima que el cost anual pot ascendir als 3.000 milions d’euros.
Deixant de banda els costos materials, la infecció té una taxa de mortalitat d'aproximadament el 0,22%. Només durant el 2023, Salmonella va provocar la mort de 88 persones a la UE, 26 de les quals es van produir a l'estat Espanyol.
Al contrari que les estadístiques anteriors, les dades aportades pel sistema de notificació microbiològica de Catalunya (SNMC), estableixen que els casos de salmonel·losis entre humans, han adoptat una tendència decreixent en els últims anys a Catalunya. Aquesta reducció s’atribueix a una disminució en el nombre de brots causats per aquest patogen i una millora associada a la implantació de programes de vigilància i control de la malaltia en les explotacions avícoles.